# Circonscriptions écossaises de Westminster de 1983 à 1997
Les résultats du troisième examen périodique de la Commission des frontières pour l'Écosse ont été mis en œuvre pour les élections générales de 1983 à la Chambre des communes du Parlement du Royaume-Uni (Westminster).
L'examen a défini 30 circonscriptions de burgh (BC) et 42 circonscriptions de comté (CC), chacune élisant un Membre du Parlement (MP) selon le système d'élection uninominal à un tour. Par conséquent, l'Ecosse avait 72 sièges parlementaires.

Circonscriptions écossaises de Westminster, 1983–1997.

En 1975, les comtés écossais avaient été abolis en vertu du Local Government (Scotland) Act 1973, et le troisième examen périodique a pris en compte les nouvelles limites des gouvernements locaux, qui définissaient des régions et des districts à deux niveaux et des zones de conseil des îles unitaires. Aucune nouvelle circonscription ne chevauchait une frontière régionale et chaque zone de conseil insulaire se trouvait entièrement dans une circonscription.
La commission de délimitation était tenue de désigner chaque nouvelle circonscription comme burgh ou comté, mais n'avait aucune base prédéterminée sur laquelle le faire. La commission a estimé que chaque circonscription ayant plus qu'un électorat rural symbolique serait une circonscription de comté, et les autres, à prédominance urbaine, seraient des circonscriptions de burgh.
Les limites de 1983 ont également été utilisées lors des élections générales de 1987 et 1992.
Les résultats du quatrième examen périodique ont été mis en œuvre pour les élections générales de 1997.

## Limites

### Régions, sauf Strathclyde
| Région                | Circonscriptions                     | Contenu de la circonscription |
| --------------------- | ------------------------------------ | --- |
| Borders               | Roxburgh and Berwickshire CC         | District de Roxburgh District de Berwickshire |
| Borders               | Tweeddale, Ettrick and Lauderdale CC | District de Tweeddale District de Ettrick and Lauderdale |
| Central               | Clackmannan CC                       | Dans le district de Clackmannan Dans le district de Falkirk : Carseland (13) divisions électorales régionales Dans le district de Stirling : Kinnaird (29) divisions électorales régionales |
| Central               | Falkirk East CC                      | Dans le district de Falkirk : Bainsford (19), Dundas (22), Kalantyre (23), Sealock (24), Carriden (25), Kinneil (26), Braes (32), et Avonside divisions électorales régionales |
| Central               | Falkirk West CC                      | Dans le district de Falkirk : Callander (17), Grahamsdyke (18), Glenfuir (20), Carmuirs (21), Herbertshire (27), Tryst (28), Carronglen (30), et Bonnybridge (31) divisions électorales régionales |
| Central               | Stirling CC                          | Circonscription de Stirling sauf Carseland (13) divisions électorales régionales |
| Dumfries and Galloway | Dumfries CC                          | Dans le district de Annandale and Eskdale Dans le district de Nithsdale : Locharbriggs (17), Tinwald Downs (18), Lochar (19), St Marys (21), Noblehill (22), St Michaels (23), Rotchwell (24), Palmerston (25), Lochside (26), and Maryholm (27) divisions électorales régionales |
| Dumfries and Galloway | Galloway and Upper Nithsdale CC      | District de Stewartry District de Wigtown Dans le district de Nithsdale : Kirkconnel (14), Sanquhar and Queensberry (15), Mid Nithsdale (16), et Mabie (20) divisions électorales régionales |
| Fife                  | Central Fife CC                      | Dans le district de Kirkcaldy : Denbeath/Aberhill (10), Mountfleurie/Methilhill/Methil North (11), Leven (12), Kennoway/Windygates (13), Leslie/Markinch Star (14), Auchmuty/Woodside (15), Pitteuchar/Stenton/Balgonie (16), South Parks/Rimbleton (17), et Southwood/Caskieberran (18) divisions électorales régionales                                                                                         |
| Fife                  | Dunfermline East CC                  | Dans le district de Dunfermline : Kelty/Lumphinnans (31), Ballingry/Lochore (32), Lochgelly (33), Aberdour/Dalgety Bay/North Queensferry (34), Inverkeithing/Rosyth (35), Cowdenbeath/Gray Park (36), Hill of Beath/Crossgates/Cowdenbeath (37), et Dunfermline/Rosyth divisions électorales régionales In Kirkcaldy district: Auchterderran (19) divisions électorales régionales                                |
| Fife                  | Dunfermline West CC                  | Dans le district de Dunfermline : Kincardine/Culross (29), Torryburn/Oakley (30), Dunfermline/Halbeath Kingseat (38), Dunfermline/Milesmark (39), Dunfermline/Crossford (40), Dunfermline/Limekilns (41), Dunfermline/Garvock (42), Dunfermline/Woodmill (43), and Dunfermline/ Aberdour Road (44) divisions électorales régionales                                                                               |
| Fife                  | Kirkcaldy CC                         | Dans le district de Kirkcaldy : Burntisland/Kinghorn (1), Auchtertool/Linktown/Invertiel (2), Bennochy/Chapel/Cluny (3), Dunnikier (4), Bennochy/Dunearn (5), Hayfield/Kirkcaldy Central (6), Smeaton/Sinclairtown (7), Gallatown/Dysart/Coaltown of Wemyss/Thornton (8), et Buckhaven/East Wemyss (9) divisions électorales régionales                                                                           |
| Fife                  | North East Fife CC                   | district de North East Fife |
| Grampian              | Aberdeen North BC                    | Dans le district de la City d'Aberdeen : Woodside (25), St Machar (26), Northfield East (27), Northfield West (28), Kittybrewster (29), Seaton (30), Mastrick (31), Ashgrove (32), Summerfield (33), et Brimmond (48) divisions électorales régionales |
| Grampian              | Aberdeen South BC                    | Dans le district de la City d'Aberdeen : Rosemount (34), Rubislaw (35), St Clements (36), St Nicholas (37), Hazlehead (38), Holburn (39), Ferryhill (40), Torry (41), et Nigg (45) divisions électorales régionales |
| Grampian              | Banff and Buchan CC                  | District de Banff and Buchan |
| Grampian              | Gordon CC                            | District de Gordon Dans le district d'Aberdeen : West Don (47) et East Don (49) divisions électorales régionales |
| Grampian              | Kincardine and Deeside CC            | district de Kincardine and Deeside Dans le district d'Aberdeen : Craigton (42), Auchinyell (43), Kincorth (44), et Peterculter (46) divisions électorales régionales |
| Grampian              | Moray CC                             | District de Moray |
| Highland              | Caithness and Sutherland CC          | District de Caithness District de Sutherland |
| Highland              | Inverness, Nairn and Lochaber CC     | District de Badenoch and Strathspey District de Lochaber District de Nairn Dans le district d'Inverness, Merkinch (31), Dalneigh-Muirtown (32), Ballifeary and Columba (33), Ness Central (34), Crown-Raigmore (35), Old Edinburgh (36), Drummond (37), Hilton (38), Ardersier Petty and Culloden (39), Inverness East (39A), et Strathdearn Strathnairn and Loch Ness East (40) divisions électorales régionales |
| Highland              | Ross, Cromarty and Skye CC           | district de Ross and Cromarty district de Skye and Lochalsh Dans le district d'Inverness : Aird South (41), Charlston (41A), and Aird North (42) divisions électorales régionales |
| Lothian               | Edinburgh Central BC                 | Dans le district de la City d'Edinburgh : Murrayfield/Dean (20), New Town/Stockbridge (21), Dalry/Shandon (27), Haymarket/Tollcross (28), et St Giles/Holyrood (29) divisions électorales régionales |
| Lothian               | Edinburgh East BC                    | Dans le district de la City d'Edinburgh : Calton/Lochend (22), Willowbrae/Mountcastle (30), Portobello/Milton (31), and Niddrie/Craigmillar (29), divisions électorales régionales et ward de Craigentinny (30) |
| Lothian               | Edinburgh Leith BC                   | Dans le district de la City d'Edinburgh : divisions électorales régionales de Pilton/Muirhouse (12), Granton/Trinity (13), Newhaven/Fort (14), Broughton/Inverleith (17), and Lorne/Harbour (18) et district de Links (29) ward |
| Lothian               | Edinburgh Pentlands BC               | Dans le district de la City d'Edinburgh : divisions électorales régionales de Balerno/Baberton (10), Hailes (24), Sighthill/Longstone (25), Colinton/Firrhill (35), and Braidburn/Fairmilehead (36) |
| Lothian               | Edinburgh South BC                   | Dans le district de la City d'Edinburgh : divisions électorales régionales de Merchiston/Morningside (32), Sciennes/Marchmont (33), Prestonfield/Mayfield (34), Alnwickhill/Kaimes (37), et Inch/Gilmerton (38) |
| Lothian               | Edinburgh West BC                    | Dans le district de la City d'Edinburgh : divisions électorales régionales de Cramond/Parkgrave (11), Corstorphine North (15), Telford/Blackhall (16), Corstorphine South (19), and Moat/Stenhouse (26) regional electoral divisions |
| Lothian               | East Lothian CC                      | District d'East Lothian |
| Lothian               | Linlithgow CC                        | Dans le district de West Lothian : : divisions électorales régionales de Linlithgow (1), Bathgate West/Armadale (2), Bathgate East (3), and Whiteburn (4) Dans le district de la City d'Edinburgh : Queensferry (1) ward de district |
| Lothian               | Livingston CC                        | Dans le district de West Lothian : divisions électorales régionales de Livingston (North) (5), Livingstone (South) (6), Broxburn (7), et Calders (8) Dans le district d'Édimbourg : ward de district de Kirkliston (2) |
| Lothian               | Midlothian CC                        | district du Midlothian |
| Tayside               | Dundee East BC                       | In City de Dundee district: Welgate/Baxter Park (11), Craigiebank (12), West Ferry/Broughty Ferry (13), Balgillo/Eastern (14), Douglas/Drumgeith (15), Whitfield/Longhaugh (16), Fintry (17), Caird/Midhill (18), Clepington/Maryfield (19), et Coldside/Hilltown (20) divisions électorales régionales |
| Tayside               | Dundee West BC                       | Dans le district de la City de Dundee : Central/Riverside (21), Dudhope/Logie (22), Law/Ancrum (23), Menziehill/Ninewells (24), Gourdie/Pitalpin (25), Lochee (26), Rockwell/Fairmuir (27), Trottick/Gillburn (28), Downfield/St Mary's (29), et Ardler/Blackside (30) divisions électorales régionales de |
| Tayside               | East Angus CC                        | Dans le district d'Angus : les divisions électorales régionales de Aberbrothock (1), Arbroath Elliot (2), Arbroath St Vigeans (3), Carnoustie (4), Montrose Northesk (6), Montrose Lunan (9), Brechin (10), et Eastern Glens (15) Dans le district de la City de Dundee : divisions électorales régionales de Monifieth (31) et ward de district de Sidlaw (44)                                                   |
| Tayside               | North Tayside CC                     | Dans le district d'Angus : les divisions électorales régionales de Forfar East and Dunnichen (5) et Forfar West and Strathmore (8) et les wards de district de Kirriemuir (13) et Western Glens (15) Dans le district de Perth and Kinross : Atholl Breadalbane and Rannoch (38), Strathardle (39), Strathisla (40), Strathtay (43), et St martins (44) divisions électorales régionales                          |
| Tayside               | Perth and Kinross CC                 | Dans le district de Perth and Kinross : Inveralmond (33), Moncrieffe (34), St Johnstoun (35), Viewlands (36), Letham (37), Strathearn (41), Tullibardine (42), Gowrie (45), et Kinross (46) divisions électorales régionales Dans le district de la City de Dundee : ward du district de Gowrie (43) |

### Strathclyde
Les districts de Strathclyde peuvent être regroupés comme suit.
| District ou districts                                         | Circonscription ou circonscriptions                                      | Contenu de la circonscription |
| ------------------------------------------------------------- | ------------------------------------------------------------------------ | --- |
| Argyll and Bute                                               | Argyll and Bute CC                                                       | District |
| Bearsden and Milngavie, Clydebank, Monklands, et Strathkelvin | Monklands East BC                                                        | Dans le district de Monklands : divisions électorales régionales de : Aidrie East (54), Airdrie South and West (55), et Chapelhall and Salsburgh (56) |
| Bearsden and Milngavie, Clydebank, Monklands, et Strathkelvin | Monklands West BC                                                        | Dans le district de Monklands : Divisions électorales régionales de Coatbridge North (52) and Coatbridge South (53) Dans le district de Strathkelvin : Divisions électorales régionales de Chryston and Kelvin Valley (48)                                                          |
| Bearsden and Milngavie, Clydebank, Monklands, et Strathkelvin | Clydebank and Milngavie CC                                               | District de Clydesdale Dans les districts de Bearsden and Milngavie : divisions électorales régionales de Barloch (1), Keystone (2), Craigdhu (3), and Clober (4) |
| Bearsden and Milngavie, Clydebank, Monklands, et Strathkelvin | Strathkelvin and Bearsden CC                                             | Dans le district de Strathkelvin : divisions électorales régionales de Kirkintillock (46) and Bishopbriggs (47) Dans les districts de Bearsden and Milngavie : divisions électorales régionales de Bearsden (45) et district ward de Kilmardinny (5)                                |
| City de Glasgow                                               | Glasgow Cathcart BC                                                      | Divisions électorales régionales de Pollokshaws/Newlands (36), King's Park/Aitkenhead (37), and Linn Park/Castlemilk (39) |
| City de Glasgow                                               | Glasgow Central BC                                                       | Divisions électorales régionales de Central/Calton (21), Kingston/Hutchesontown (34), and Queen's Park/Crosshill (35) |
| City de Glasgow                                               | Glasgow Garscadden BC                                                    | Divisions électorales régionales de Drumry/Summerhill (9), Blairdardie/Knightscliffe (10), and Yoker/Kinightswood (11) |
| City de Glasgow                                               | Glasgow Govan BC                                                         | Divisions électorales régionales de Drumoyne/Govan (28), Penilee/Cardonald (29), and Mosspark/Bellahouston (30) |
| City de Glasgow                                               | Glasgow Hillhead BC                                                      | Divisions électorales régionales de Scotstoun/Bromhill (12), Kelvindale/Kelvinside (13) and Partick/Anderston (17) |
| City de Glasgow                                               | Glasgow Maryhill BC                                                      | Divisions électorales régionales de Summerston/Maryhill (14), Milton/Ruchill (15), and North Kelvin/Woodlands (16) |
| City de Glasgow                                               | Glasgow Pollok BC                                                        | Divisions électorales régionales de Pollok/Cowglen (31), South Nitshill/Arden (32), and Pollokshields/Shawlands (33) |
| City de Glasgow                                               | Glasgow Provan BC                                                        | Divisions électorales régionales de Lethamhill/Riddrie (24), Queenslie/Barlanark (25), and Gartloch/Easterhouse (41) |
| City de Glasgow                                               | Glasgow Rutherglen BC                                                    | Divisions électorales régionales de Toryglen/Rutherglen (38), Glenwood/Fernhill (40), and Cambuslang/Halfway (41) |
| City de Glasgow                                               | Glasgow Shettleston BC                                                   | Divisions électorales régionales de Belvidere/Carntyne (22), Parkhead/Shettleston (23), and Mount/Baillieston (26) |
| City de Glasgow                                               | Glasgow Springburn BC                                                    | ? (18), Keppochhill/Cowlairs (19) et Alexandra Park/Dennistoun (20) divisions électorales régionales |
| Clydesdale, and Hamilton                                      | Hamilton BC                                                              | Dans le district de Hamilton : divisions électorales régionales de Hamilton East (63), Hamilton West (64), and Hamilton North (66) |
| Clydesdale, and Hamilton                                      | Clydesdale BC                                                            | District de Clydesdale Dans le district de Hamilton : divisions électorales régionales de Larkhall and Stonehouse (65) |
| Cumbernauld and Kilsyth                                       | Cumbernauld and Kilsyth CC                                               | District |
| Cumnock and Doon Valley, and Kyle and Carrick                 | Ayr CC                                                                   | Dans le district de Kyle and Carrick : Ayr North (97), Ayr South (98), and North Kyle (100) wards de district de St Cuthberts (11), St Nicholas (12), and Kingcase (13) |
| Cumnock and Doon Valley, and Kyle and Carrick                 | Carrick, Cumnock and Doon Valley CC                                      | District de Carrick, Cumnock et Doon Valley divisions électorales régionales de Kyle and Carrick district: Carrick (101) et Annbank Mossblown and St Quivox (14) and Coylton and Kincaidston (15)                                                                                   |
| Cunninghame                                                   | Cunninghame North CC                                                     | Divisions électorales régionales de de Garnock Valley (91), Saltcoats and Ardrossan (92), et Arran Largs and West Kilbride (93) |
| Cunninghame                                                   | Cunninghame South CC                                                     | Divisions électorales régionales d'Irvine Central (88), Irvine South (89), et Kilwinning and Stevenson (90) |
| Dumbarton                                                     | Dumbarton CC                                                             | District |
| East Kilbride                                                 | East Kilbride CC                                                         | District |
| Eastwood, Inverclyde, et Renfrew                              | Greenock and Port Glasgow BC                                             | Dans le district d'Inverclyde : divisions électorales régionales de Cartsdyke (85) et Greenock South West (86) et Port Glasgow East (2), Port Glasgow South (3), Clune Brae (4), Port Glasgow West (5), Greenock West Central (16), et les wards district de Greenock West End (17) |
| Eastwood, Inverclyde, et Renfrew                              | Paisley North BC                                                         | Dans le district de Renfrew : divisions électorales régionales de Paisley Craigielea (75), Paisley Abercorn (78), and Renfrew (81) |
| Eastwood, Inverclyde, et Renfrew                              | Paisley South (circonscription du Parlement britannique)Paisley South BC | Dans le district de Renfrew : divisions électorales régionales de Paisley Gleniffer (76), Paisley Central (77), and Johnstone (80) |
| Eastwood, Inverclyde, et Renfrew                              | Eastwood CC                                                              | District d'Eastwood Dans le district de Renfrew : divisions électorales régionales de Barrhead (79) |
| Eastwood, Inverclyde, et Renfrew                              | Renfrew West and Inverclyde CC                                           | Dans le district de Renfrew : divisions électorales régionales de Gryffee (22) ET Bargarran (83) Dans le district de Inverclyde : wards de district de Kilmalcom (1), Cardwell Bay (18), Gourock (19), and Firth (20)                                                               |
| Kilmarnock and Loudoun                                        | Kilmarnock and Loudoun CC                                                | District |
| Motherwell                                                    | Motherwell North BC                                                      | Divisions électorales régionales de Fortissat (60), Bellshill and Tannochside (61), et Clydesdale (62) |
| Motherwell                                                    | Motherwell South BC                                                      | Divisions électorales régionales de Dalziel (57), Wishaw (58), et Clydevale (59) |

### Islands council areas
| Zone ou zones du conseil des îles | Circonscription        | Contenu de la circonscription                                             |
| --------------------------------- | ---------------------- | ------------------------------------------------------------------------- |
| Orkney and Shetland               | Orkney and Shetland CC | Islands council areas Limite globale comme Orkney and Zetland 1918 à 1983 |
| Hébrides extérieures              | Western Isles CC       | Islands council area Limite globale de 1918 à 1983                        |